# Maison du docteur Paul Jacques
La maison du docteur Paul Jacques est un hôtel particulier bâti en 1905 à Nancy.

## Situation
Cet hôtel particulier est situé à l'angle de l'avenue Foch, au no 41, et de la rue Jeanne-d'Arc, au no 37, à environ 250 mètres à l'ouest de la gare de Nancy.

## Histoire
La maison est construite de 1905 à 1907 pour le docteur Paul Jacques, oto-rhino-laryngologiste et professeur à la faculté de médecine de Nancy par Paul Charbonnier architecte des Monuments historiques.
Le plancher en béton armé est exécuté par l'entreprise nancéienne France-Lanord et Bichaton, concessionnaire du système Hennebique, ainsi que le gros-œuvre. L'entreprise nancéienne de Louis Majorelle exécute la ferronnerie et la rampe de la cage d'escalier. Le sculpteur Léopold Wolff de Nancy est l'auteur du décor sculpté. Le maître-verrier nancéien Jacques Gruber exécute l'ensemble des verrières. 
Le rez-de-chaussée est occupé par le cabinet médical. La porte piétonne, située rue Jeanne d'Arc, donnant accès au cabinet médical a été ensuite transformée en fenêtre.
Ses façades et toitures ont été inscrites aux monuments historiques par un arrêté du 28 décembre 1979.

## Architecture
Son architecte est Paul Charbonnier. Les ferronneries ont été réalisées par Louis Majorelle, les vitraux par Jacques Grüber, et les sculptures par Léopold Wolff.

## Galerie

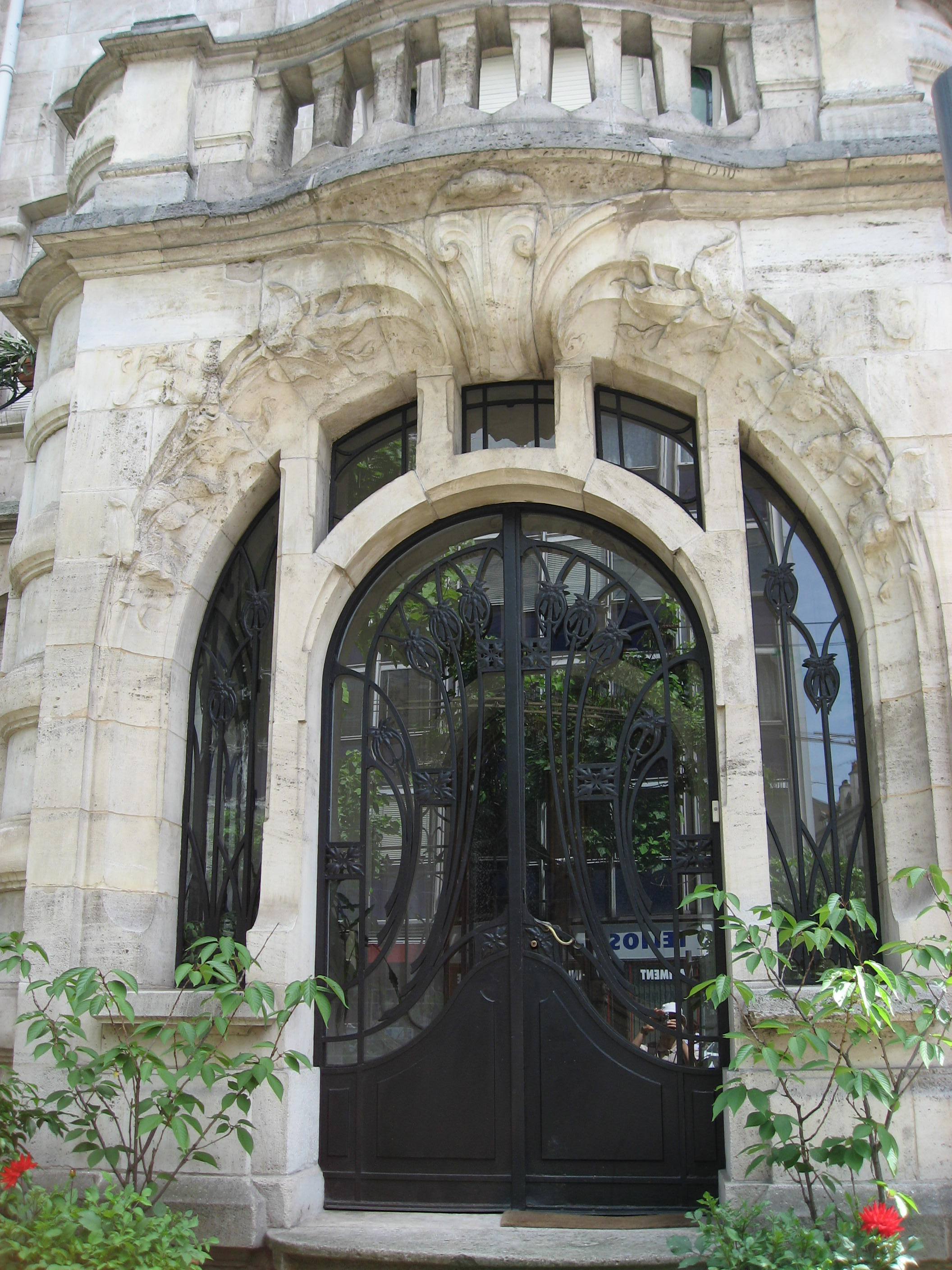
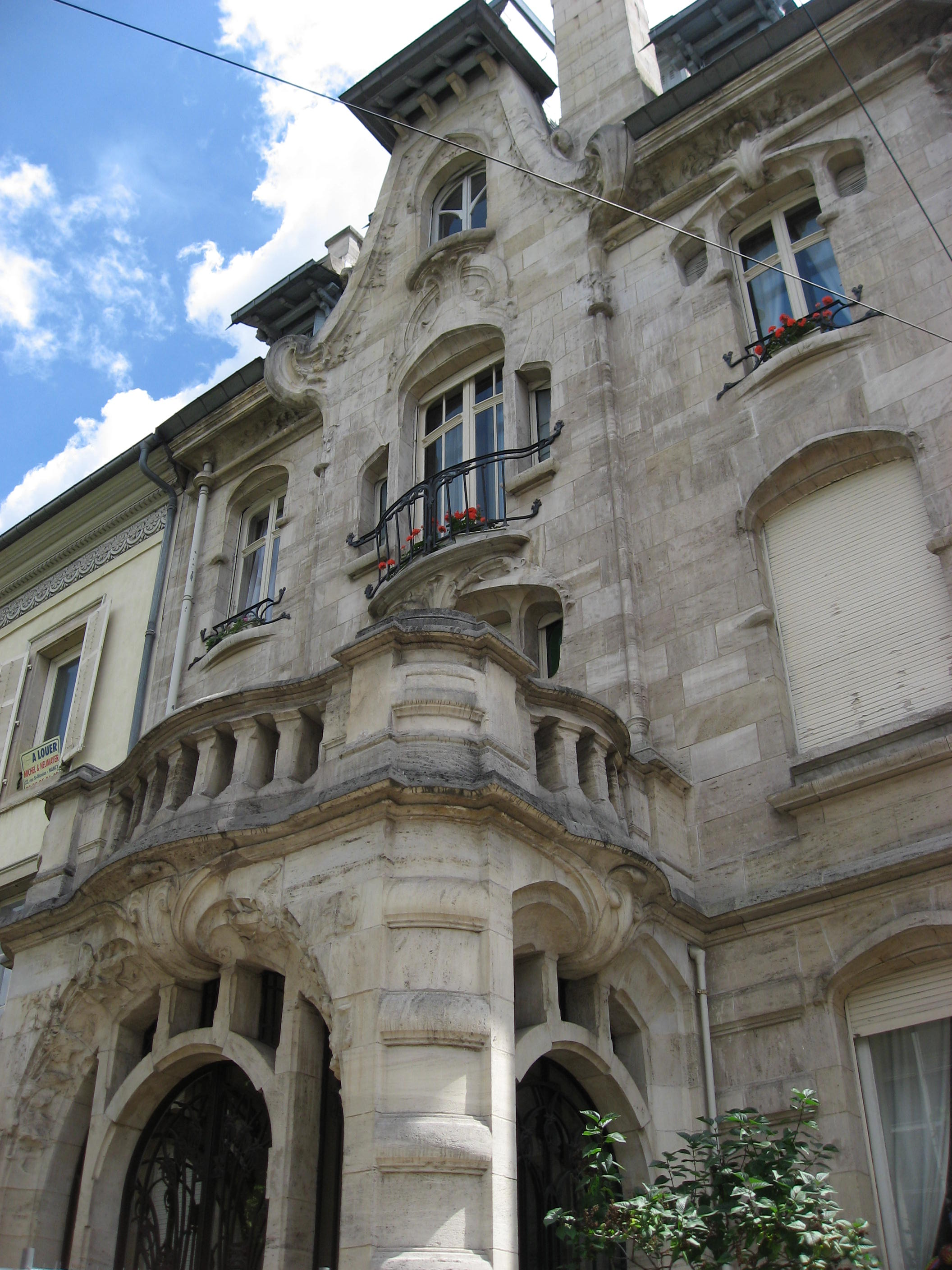
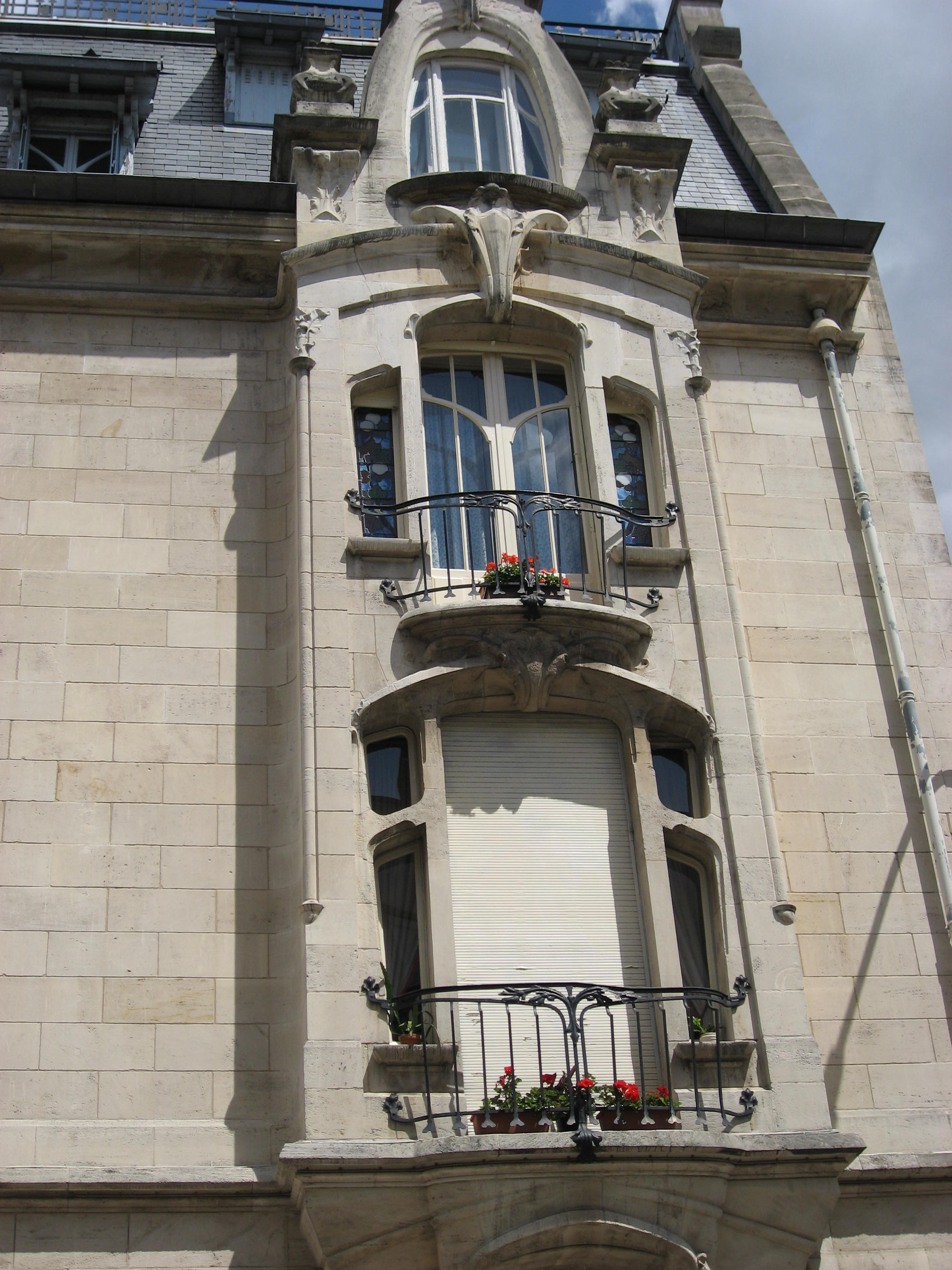
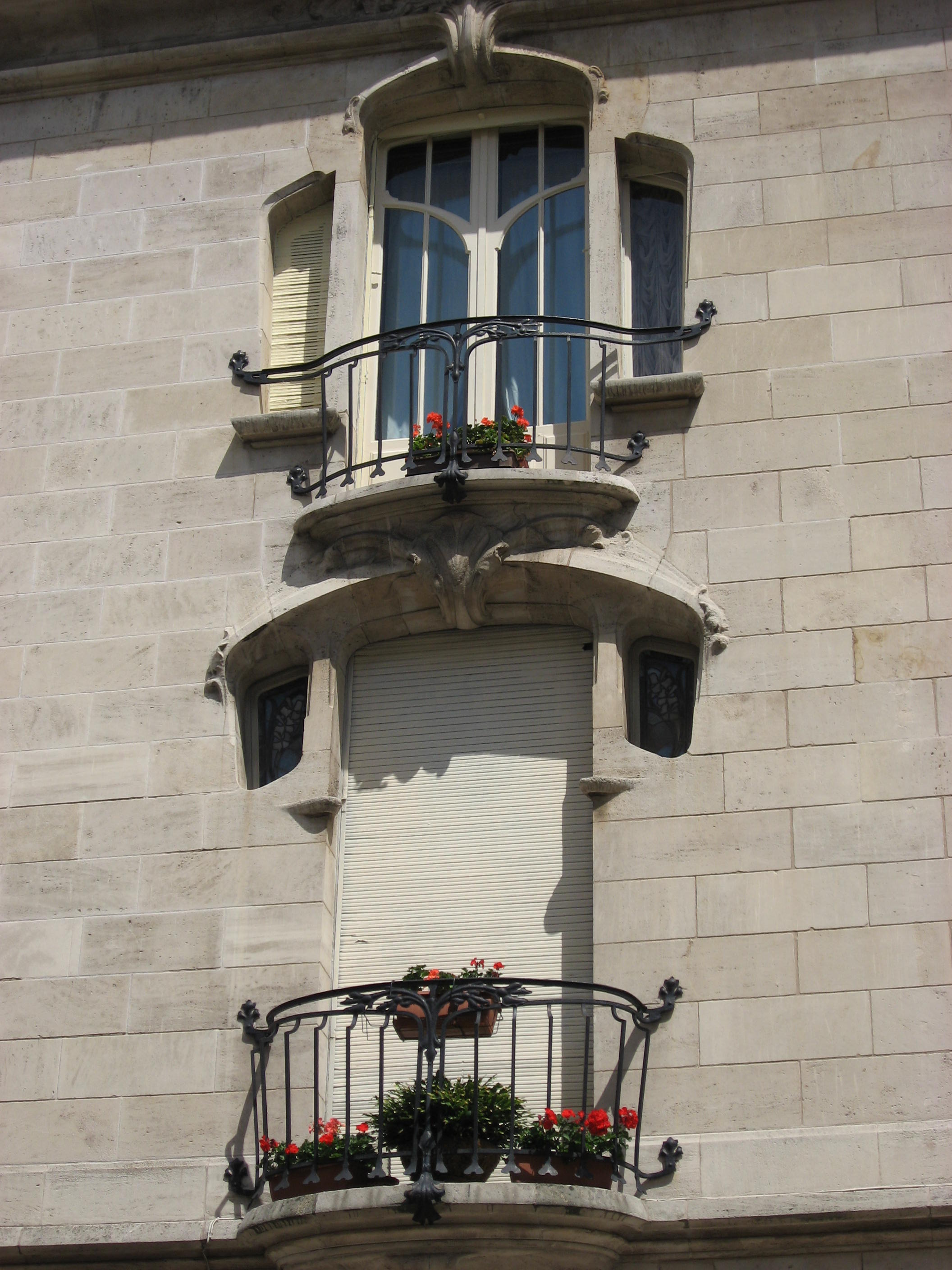
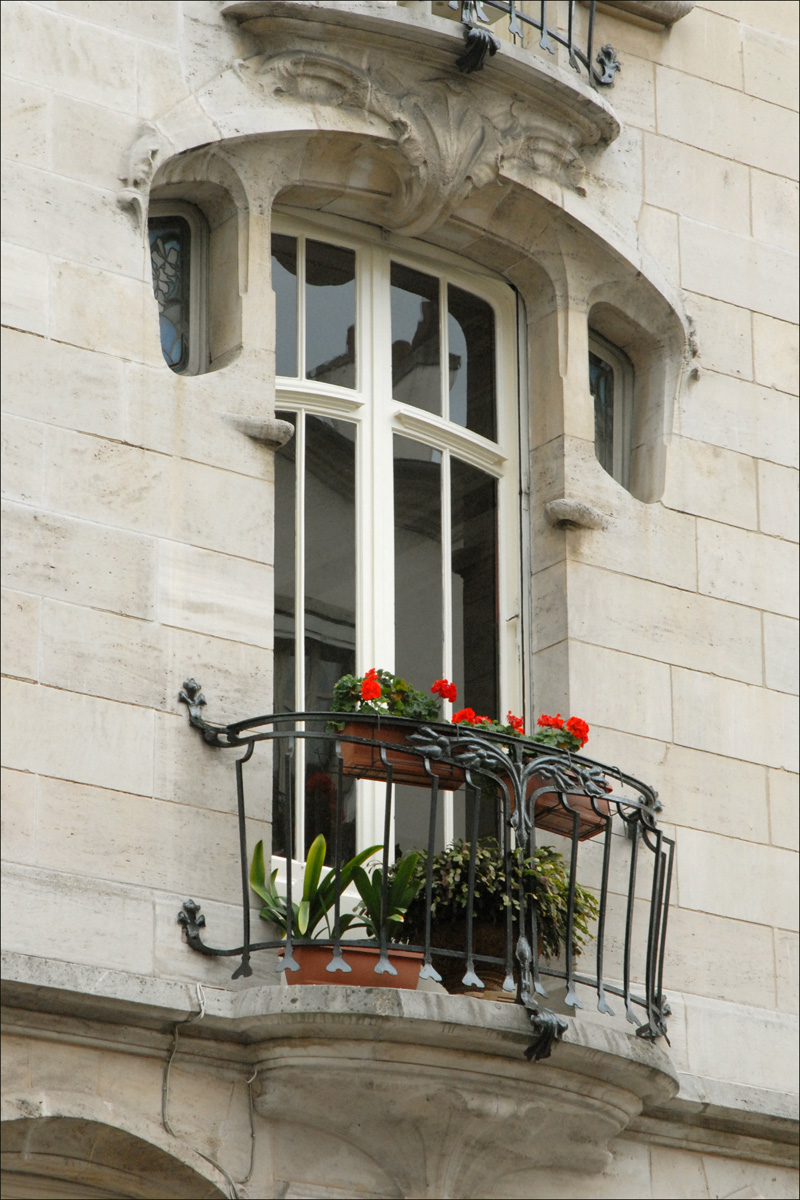
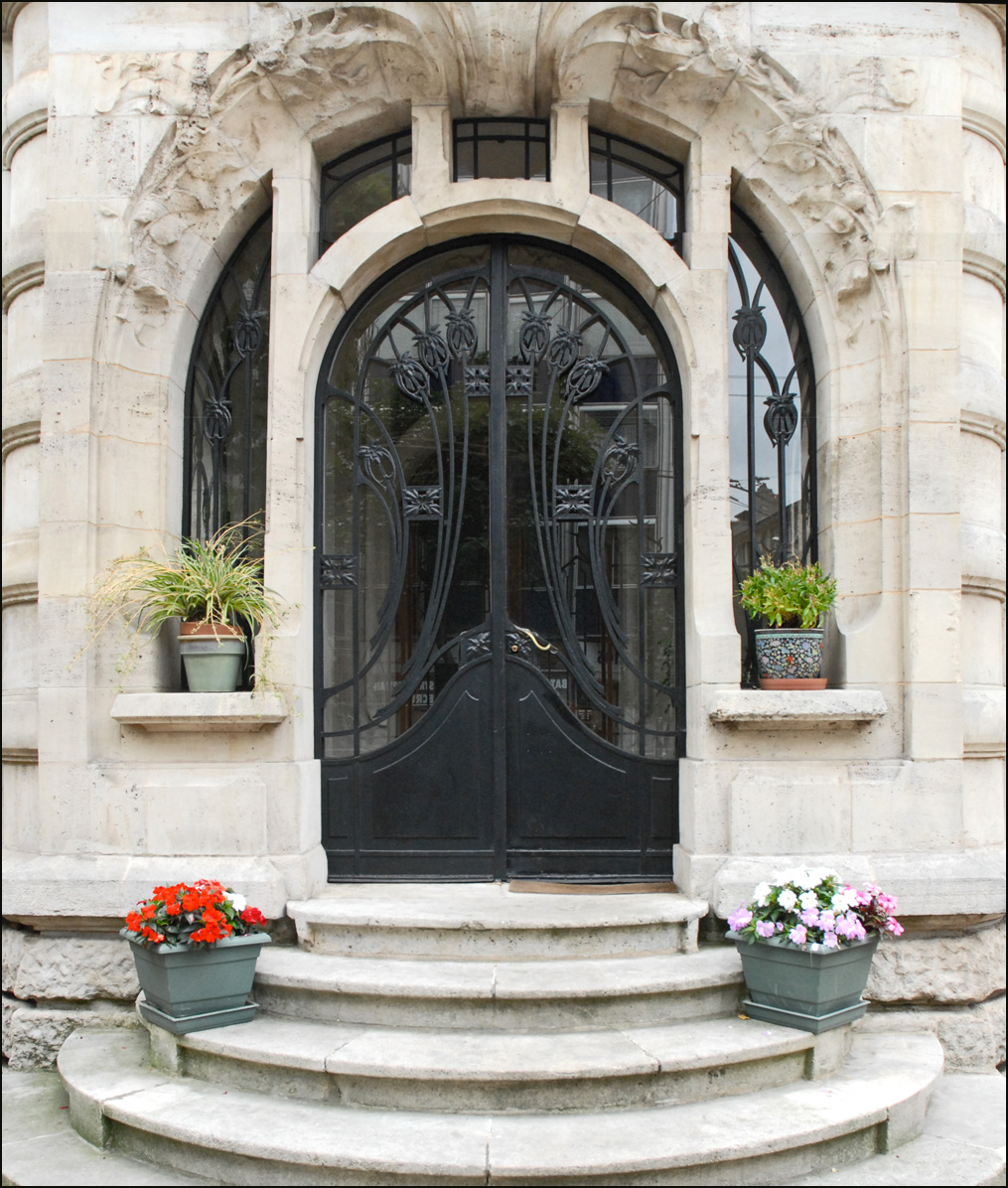
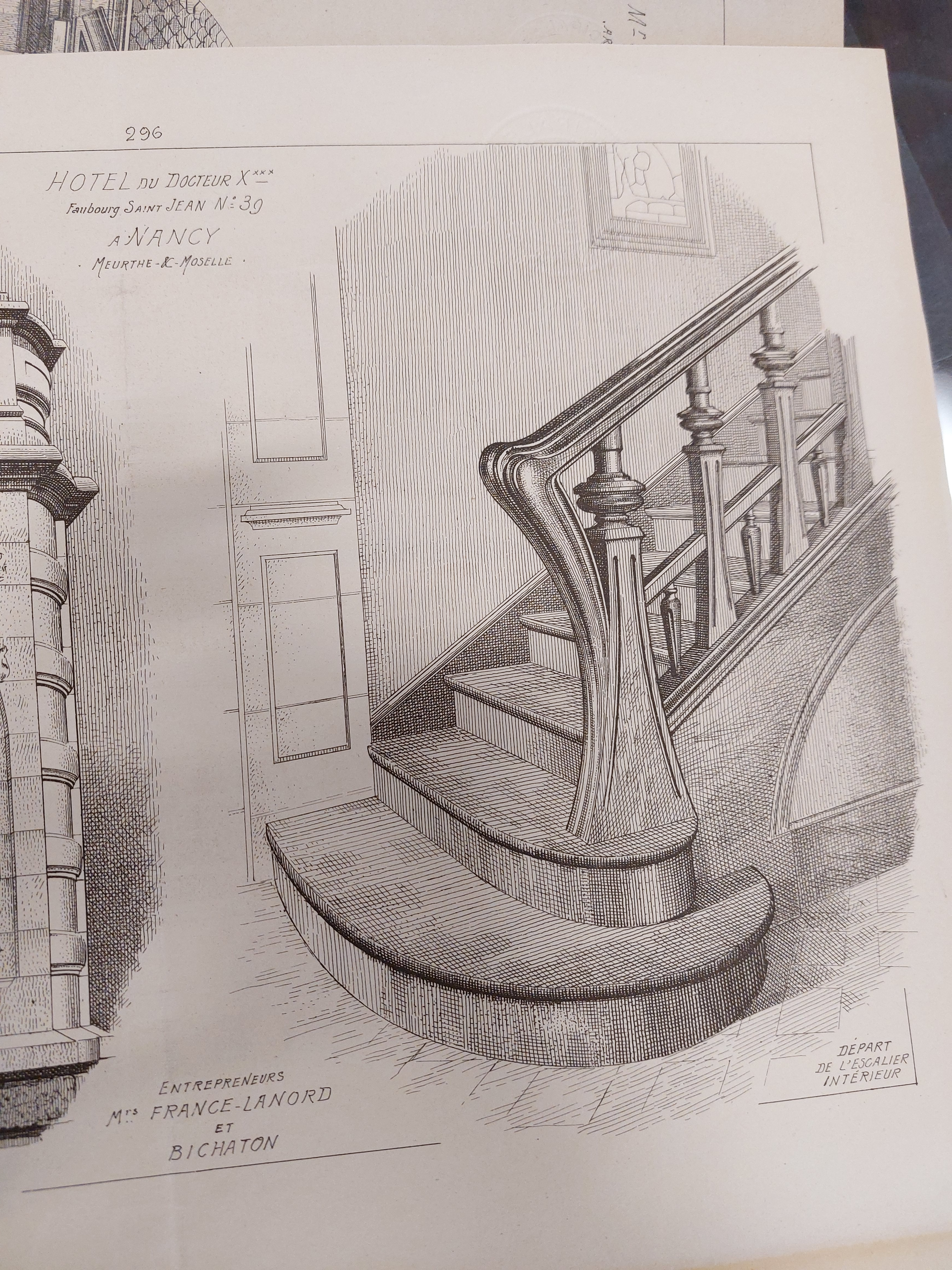
Cette image représente l'escalier intérieur de la maison du docteur Paul Jacques à Nancy, avenue Foch.